# Virgil Ierunca
Virgil Ierunca (né le 16 août 1920 à Lădești, Județ de Vâlcea en Roumanie – décédé le 28 septembre 2006, Paris) est un philosophe, poète et critique littéraire roumain installé en France. Son nom d’état-civil était Virgil Untaru : Ieruncă signifie en roumain « gélinotte des bois » ; untaru signifie « le crémier ».

## Carrière
Il ose s'opposer publiquement au Parti communiste roumain qui impose sa dictature en Roumanie à partir du 6 mars 1945 : ses chroniques sont censurées ; arrêté et emprisonné, il s’évade, se cache et parvient à passer la frontière pour venir s’installer en France (à Paris) en septembre 1947. 
Il y obtient l’asile politique et réussit à faire venir son épouse Monica Lovinescu en 1948. Après trois ans de menus travaux et de difficile survie, ils sont embauchés en 1951 à la section en langue roumaine de l’Office de radiodiffusion-télévision française (ORTF, jusqu’en 1974) et plus tard collaborent aussi avec la Radio Free Europe et avec le Centre national de la recherche scientifique (CNRS, section philosophie).

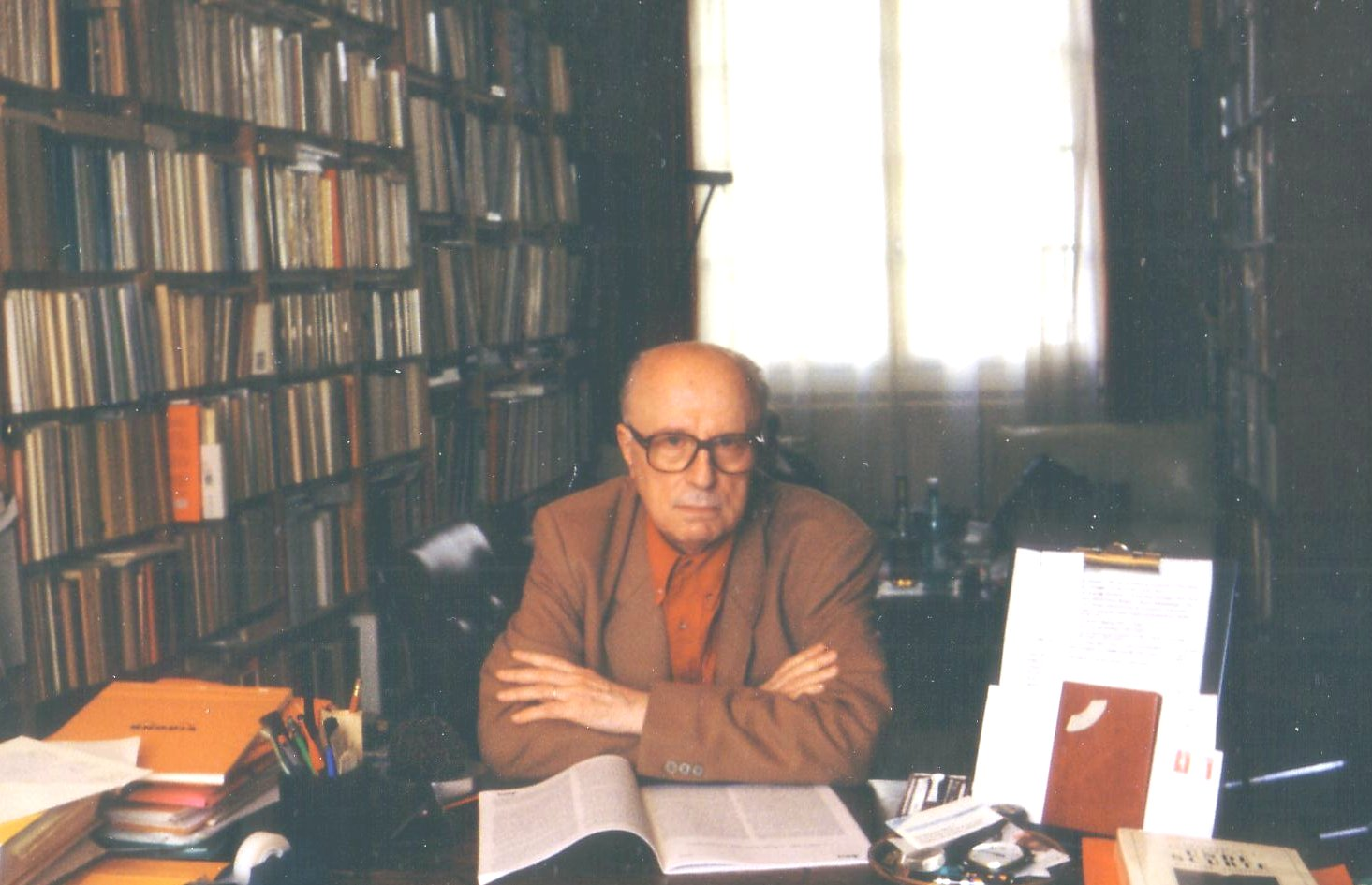
Virgil Ierunca

Ils publient des périodiques pour les roumains en exil, comme la revue Limite, et dénoncent, dans une quasi-indifférence, les crimes de la dictature communiste. Contrairement au dissident Paul Goma qui, outré par cette indifférence, passe de la défense des droits de l'homme à des positions de plus en plus nationalistes, Virgil Ierunca et Monica Lovinescu restent inflexibles sur la valeur universelle de la culture, du devoir de mémoire sans discriminations et des droits humains sans lesquels tout recommencera. En 1996 ils publient un court texte intitulé Pitești, laboratoire concentrationnaire (1949-1952), préfacé par François Furet, aux éditions Michalon. Une première édition circulait déjà à Paris dès 1991, mais en langue roumaine uniquement.
Virgil Ierunca y rend compte d’un phénomène déjà vainement dénoncé en France par le prédicateur protestant Richard Wurmbrand mais dont l’Occident, hormis quelques rares cercles politiques de droite ou d’extrême-droite, n’avait cure : l’existence, au cœur de l’Europe moderne, de lieux de détention et de torture physique, médicamenteuse et psychologique où, sous couvert de « rééducation révolutionnaire » des milliers de détenus ont été, surtout de 1949 à 1952, mais aussi après (et jusqu'en 1989) aliénés et « reconditionnés » pour ne plus pourvoir penser par eux-mêmes et devenir de serviles récitateurs des slogans du régime. L’ouvrage établissait un rapprochement avec les méthodes employées en Chine, sous Mao Zedong (Mao Tsé-Toung) à la même époque. Mais cet ouvrage, comme bien d’autres sur ce sujet (L'Archipel du Goulag mis à part) passa inaperçu, le devoir de mémoire n’étant pas, en France, très orienté vers le bloc de l'Est (et les ouvrages consacrés à cette question, comme Le Livre noir du communisme, étant contestés).
Après la chute du « Rideau de fer » et la Libération de 1989, Virgil Ierunca put enfin revenir en Roumanie où ses ouvrages furent publiés et bien diffusés.

## Publications en roumain
- (ro) Fenomenul Pitești (Ed. Humanitas, Bucarest, 1990; réédité en 2007);
- (ro) Românește (Ed. Humanitas, Bucarest, 1991; réédité în 2005);
- (ro) Subiect și predicat (Ed. Humanitas, Bucarest, 1993);
- (ro) Dimpotrivă (Ed. Humanitas, Bucarest, 1994);
- (ro) Semnul mirării (Ed. Humanitas, Bucarest, 1995);
- (ro) Trecut-au anii (Ed. Humanitas, Bucarest, 2000);
- (ro) Poème de exil (Ed. Humanitas, Bucarest, 2001).

## Publications en français
- Pitești, laboratoire concentrationnaire (1949-1952), Ed. Michalon, 1996, trad. Alain Paruit, préface François Furet